# Kreissparkasse Saalfeld-Rudolstadt
Die Kreissparkasse Saalfeld-Rudolstadt ist eine öffentlich-rechtliche Sparkasse im Landkreis Saalfeld-Rudolstadt in Thüringen.

## Geschichte
Im Rahmen der 1994 beschlossenen Gebietsreform im Freistaat Thüringen wurden die Sparkassenstrukturen den neuen Kreisgrenzen angepasst. Infolgedessen kam es im Jahr 1995 zur Fusion der bis dahin eigenständigen Kreissparkassen Saalfeld und Rudolstadt (gegründet 1834 und 1823). In diesem Zuge wurden 6 Geschäftsstellen und 4 Agenturen der Kreissparkasse Sonneberg sowie 1 Geschäftsstelle der Kreissparkasse Saale-Orla an die neu entstandene Sparkasse angegliedert.
Das mit dem Thüringer Denkmalschutzpreis ausgezeichnete Gebäudeensemble am Saalfelder Markt wurde nach der Fusion zum Hauptsitz der Kreissparkasse Saalfeld-Rudolstadt bestimmt. Es besteht aus einem Neubau und drei umfangreich sanierten historischen Gebäuden, wie z. B. dem Gebäude der „Alten Münze“ (bis 1846 Münzprägestätte des Franziskanerklosters) und der romanischen „Markt-Apotheke“ (Deutschlands ältestes Apotheken-Haus).

## Organisationsstruktur
Die Kreissparkasse Saalfeld-Rudolstadt ist eine Anstalt des öffentlichen Rechts. Rechtsgrundlagen sind das Thüringer Sparkassengesetz, die Sparkassenverordnung Thüringen und die durch den Verwaltungsrat der Sparkasse erlassene Satzung. Organe der Sparkasse sind der Vorstand und der Verwaltungsrat.
Die Kreissparkasse ist Mitglied des Sparkassen- und Giroverbandes Hessen-Thüringen und über diesen dem Deutschen Sparkassen- und Giroverband angeschlossen.
Die Einlagen der Kunden sind durch das Sicherungssystem der Sparkassen-Finanzgruppe geschützt.

## Geschäftsausrichtung
Die Kreissparkasse Saalfeld-Rudolstadt ist Marktführer in ihrem Geschäftsgebiet – dem Landkreis Saalfeld-Rudolstadt. Als Universalbank bietet sie Finanzdienstleistungen und beschäftigt über 200 Mitarbeiterinnen und Mitarbeiter an zehn Standorten.

## Soziales Engagement
Die Kreissparkasse Saalfeld-Rudolstadt zählt zu den größten Arbeitgebern und Ausbildern in der Region. Zudem gehört sie zu den größten Steuerzahlern im Landkreis Saalfeld-Rudolstadt.
Die Kreissparkasse fördert eine Vielzahl individueller Vorhaben, Wettbewerbe, Ausstattungen und Projekte, die neben dem sozialen Bereich auch dem Kultur-, Umwelt-, Bildungs- oder Sportsektor zuzuordnen sind. (So wird beispielsweise das Saalfelder Marktfest als Hauptsponsor unterstützt.)
In den Geschäftsräumen finden regelmäßig Kunstausstellungen und andere kulturelle Veranstaltungen statt. So werden in der Geschäftsstelle am Saalfelder Markt dauerhaft Werke bekannter Künstler ausgestellt. Zu diesen Künstlern zählen unter anderem die gebürtigen Saalfelder Heinz Boesemann, Karl Jüttner und Ludwig Engelhardt.
Die Kreissparkasse unterstützt seit 2015 mit der „Stiftung der Kreissparkasse Saalfeld-Rudolstadt“ und der „Stiftung der Bürger und der Sparkasse im Landkreis Saalfeld-Rudolstadt“ das bürgerschaftliche Engagement in der Region. Die Stiftungen fördern gemeinnützige, mildtätige sowie kirchliche Vorhaben.